# Економіка Швеції
Швеція — високорозвинена та індустріальна країна з добре розвинутим сільським господарством. Шведська економіка відзначається високим ступенем концентрації виробництва і капіталу. Частка Швеції у світовому виробництві становить близько 1 %, а у світовій торгівлі перевищує 2 % (при кількості населення, що дорівнює близько 0,2 % населення земної кулі).

## Основні галузі
Целюлозно-паперова і деревообробна, металургійна, гірничовидобувна. Провідна галузь — багатогалузеве машинобудування (електротехнічне, електронне, турбіно-, верстато-, судно-, автомобілебудування). Швеція посідає третє місце у світі за виробництвом целюлози, п'яте — за видобутком залізної руди. Розвинуті хімічна, харчова, лісопильна, текстильна, взуттєва промисловість.
Близько 90 % продукції виробляється приватними компаніями, такими як Ericsson AB, Alfa Laval Group, IKEA, з них приблизно половину становить машинобудування. У сільському господарстві виробляється лише 2 % ВВП.
Країна генерує електроенергію, заготовлює дерево, виробляє папір і картон, чавун, сталь, прокат чорних металів, цемент, синтетичні смоли і пластмаси, автомобілі — легкові, вантажні та автобуси.сільське господарство
Високорозвинуте, механізоване сільське господарство з надлишком забезпечує потребу країни в основних видах сільськогосподарської продукції. Переважають фермерські господарства. Головна галузь — м'ясо-молочне тваринництво. Розводять велику рогату худобу, свиней, овець. Вирощують пшеницю, жито, ячмінь, овес, картоплю, цукрові буряки. Близько половини виготовлюваної продукції і значна частина продукції сільського господарства експортується.
Приватні фірми виробляють близько 90 % продукції, причому 50 % продукції та експорту припадає на інженерний сектор. Сільське господарство займає лише 2 % ВВП і 2 % внутрішнього ринку праці. Проте за останні роки ця надзвичайно позитивна загальна картина була дещо затьмарена бюджетними труднощами, високим рівнем безробіття і поступовою втратою конкурентоспроможності на зовнішніх ринках. Швеція гармонізувала свою економічну політику з нормами ЄС, до якого вона приєдналася на початку 1995 року. ВВП у 2001 році становив 4 %.

## Експорт-Імпорт

### Експорт
Експортні товари: продукція машинобудування (35 %), папір і картон (перше місце у світі), целюлоза і залізна руда (друге місце), деревина і пиломатеріали (четверте місце), хімікати.
Партнери по експорту: ЄС — 55 % (Німеччина — 11 %, Велика Британія — 10 %, Данія — 6 %, Фінляндія — 5 %, Франція — 5 %), США — 9 %, Норвегія — 8 % (1999 р.)

### Імпорт
Імпортовані товари: машини, устаткування, мінеральне паливо, метали, продовольство, хімікати, автомобілі, харчові продукти, одяг.
Партнери по імпорту: ЄС — 67 % (Німеччина — 18 %, Велика Британія — 10 %, Данія — 7 %, Франція — 6 %), США — 6 %, Норвегія — 8 % (1999 р.)

## Товарообіг між Україною і Швецією
Світова фінансова криза 2008 року і хвилювання 2014 року скоротили торгівлю, але в 2015 і 2016 роках, вона знову піднімається.
|                                      | 1998 | 1999      | 2000       | 2001       | 2002      | 2003      | 2004       | 2005       | 2006       | 2007      | 2008      | 2009       | 2010       | 2011       | 2012       | 2013       | 2014       | 2015       | 2016       |
| ------------------------------------ | ---- | --------- | ---------- | ---------- | --------- | --------- | ---------- | ---------- | ---------- | --------- | --------- | ---------- | ---------- | ---------- | ---------- | ---------- | ---------- | ---------- | ---------- |
| Імпорт в Україну зі Швеції (MSEK)    | 1069 | 803 –24 % | 1093 +36 % | 1869 +70 % | 1838 –1 % | 1849 +0 % | 2861 +54 % | 4033 +40 % | 4584 +13 % | 4780 +4 % | 4449 –6 % | 3015 –32 % | 2107 –30 % | 3557 +68 % | 2905 –18 % | 2227 –23 % | 1802 –19 % | 2161 +20 % | 3458 +60 % |
| Український експорт до Швеції (MSEK) | 104  | 60 –41 %  | 44 –26 %   | 153 +242 % | 136 –11 % | 138 +1 %  | 192 +38 %  | 315 +63 %  | 527 +67 %  | 496 –5 %  | 715 +44 % | 403 –43 %  | 452 +12 %  | 602 +33 %  | 377 –37 %  | 370 –1 %   | 424 +14 %  | 560 +32 %  | 680 +21 %  |
| Торговий баланс (MSEK)               | -964 | -742      | -1049      | -1716      | -1702     | -1710     | -2669      | -3718      | -4057      | -4284     | -3733     | -2611      | -1655      | -2954      | -2528      | -1857      | -1377      | -1601      | -2778      |

## Історія

ВНП на душу населення в Швеції 1000—2006 рр.

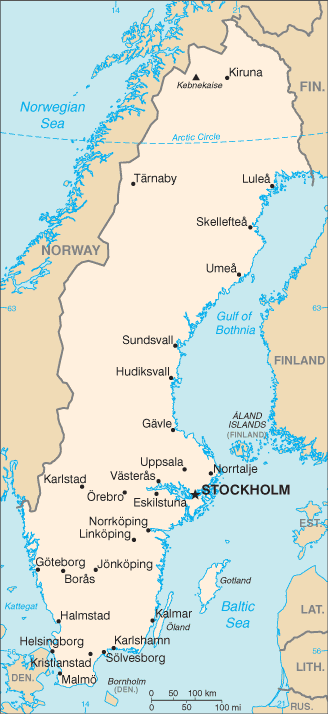
Карта Швеції

За сто років з відсталої (однієї з найбідніших в Європі) країни, якою вона була в середині XIX ст., перетворилася на одну з найрозвиненіших в економічних відносинах держав.
На початку минулого століття Швеція була переважно аграрною країною, однією з найбідніших у Європі. Однак завдяки багатим внутрішнім запасам залізної руди, лісам та гідроенергії, талановитим інженерам і кваліфікованим робітникам стала можливою швидка індустріалізація, що перетворила Швецію на державу з сучасним рівнем добробуту. Особливо прискорився економічний розвиток у повоєнний період, до середини 1970-х років, коли шведська експортна промисловість відзначалася високою конкурентоспроможністю. Проте протягом останніх двох десятиліть ВНП у розрахунку на душу населення в Швеції зменшився до рівня, нижчого від середнього в країнах-членах ОЕСР.
У 1970-х роках за вартістю промислової продукції на душу населення Швеція знаходилася на першому місці в Європі.
Перетворенню економіки з відсталої аграрної в передову промислову сприяла наявність великих запасів важливих природних ресурсів: залізняку, лісу, гідроенергії. Величезний зовнішній попит на шведський ліс і залізняк, здатність Швеції розробляти ресурси і близькість європейських ринків в епоху високих транспортних витрат були основними чинниками розвитку.
У 70-х роках минулого сторіччя шведські залізняк і ліс були необхідні для індустріалізації Європи. Розширення шведського експорту сприяло індустріалізації країни і зростанню міського населення, що у свою чергу привело до розвитку мережі залізниць і будівництва. На основі шведських винаходів створювалися і швидко росли нові компанії в металургії і машинобудуванні. Хоча як і раніше домінували лісопильна і залізорудна галузі, швидко розвивалися целюлозно-паперова промисловість і машинобудування.
Частка робочої сили, зайнятої в промисловості, з 1870 по 1913 р. зросла з 15 до 34 %. На початок першої світової війни на сільське господарство все ще доводилася половина працюючого населення.
В умовах швидкого зростання населення важливе значення мала еміграція, перш за все до Північної Америки. У 1860—1930 рр. країну покинули 1,2 млн шведів. Еміграція дозволила уникнути голоду і масового безробіття. Швеція уникнула участі в обох світових війнах, що дозволило не тільки зберегти виробничий потенціал і трудові ресурси, але і значно збагатитися на постачаннях воюючим країнам і при відновленні європейської економіки.
У міжвоєнний період Швеція по темпах зростання ВПП поступалася тільки США. Проте серйозного удару по економіці завдали дві глибокі економічні кризи: у 1921—1922 рр. унаслідок дефляції після першої світової війни, що привело до падіння промислового виробництва на 25 % нижче за рівень 1913 р., і на початку 30-х років, коли безробіття серед членів профспілок в 1933 р. становило 25 %.
У післявоєнний період економіка Швеції розвивалася швидкими темпами. Це були її «золоті» роки. Головним чинником цього розвитку був експорт. Зростання продуктивності праці становило в середньому в рік 5,1 % в першій половині 60-х років і 4,3 % в 1965—1974 рр. Це пояснювалося значними капіталовкладеннями і успіхами в політиці зайнятості.
У 70-і роки темпи зростання впали. Після енергетичної кризи 1973—1974 рр. в промисловості країни виникли ряд серйозних проблем. В значній мірі це стало наслідком вельми глибокої і тривалої світової кризи середини 70-х років. Швецію уразили глибокі структурні кризи. Близько 25 % промислового виробництва доводилося на галузі, уражені кризою: гірничодобувну, чорну металургію, лісову і суднобудування. Зросла міжнародна конкуренція. На світовий ринок вийшли країни з низькими трудовими витратами. Скоротилися витрати на транспорт. Різко зросли ціни на нафту. У той же час конкурентоспроможність шведської промисловості різко знизилася в 1975—1976 рр., коли витрати на робочу силу зросли приблизно на 40 %. В результаті шведська промисловість втратила за 1975—1977 рр. майже 20 % своєї частки на світовому ринку.
Надлишок потужностей і низький світовий попит на чавун і сталь негативно відбилися на чорній металургії Швеції. Лісова промисловість втрачала свої позиції під натиском конкурентів, перш за все з Північної Америки. Великий світовий надлишок світових потужностей в суднобудуванні у поєднанні із слабким попитом як на нові судна, так і на фрахтування різко скоротив випуск судів в Швеції. Виробництво взуття і одягу випробовувало дуже серйозну конкуренцію з боку деяких країн, що розвиваються, де витрати на робочу силу були значно нижчі, ніж в Швеції. Щоб уникнути дуже різких структурних зрушень в промисловості і швидкого зростання безробіття, держава з середини 70-х по початок 80-х років надавала в значних обсягах допомогу ураженим галузям, перш за все чорній металургії, суднобудуванню і гірничодобувній промисловості.
У 1977 р. (вперше за 25 років) скоротився ВВП. Слабкий приріст в 1978—1980 рр. змінився черговим падінням в 1981 р. З середини 70-х років темпи зростання продуктивності праці різко сповільнилися і склали в 1975—1984 рр. тільки 1,4 % в рік. Кількість відпрацьованого часу з середини 60-х років скоротилася в основному унаслідок законодавчих реформ про робочий час, про пенсійний вік і про відпустки. Ці реформи враховували зростання населення і частку зайнятих жінок.
З метою відновлення конкурентоспроможності уряд здійснив серію девальвацій починаючи з серпня 1977 р., коли крона була девальвована на 10 %. Одночасно Швеція вийшла з європейської валютної системи, відомої як «валютна змія». Проте попит на нові товари і технологічний прогрес привели до зростання питомої ваги високотехнологічних галузей. Машинобудування за останній період укріпило свої позиції. Швидко розвивалася і фармацевтична промисловість.
З 1983 року положення різко змінилося, і шведська економіка почала вибиратися з кризи. Унаслідок двох девальвацій крони зросла цінова конкурентоспроможність, що привело до зростання експорту. У 1983 р. ВВП зріс на 2,4 %, промислове виробництво — на 5,1 %, продуктивність праці — на 7,4 %. У 1984 році зростання ВВП склав 4 % — найвищий показник з 1973 р. Головним чинником зростання знову був експорт. У подальші два роки темпи зростання дещо знизилися через уповільнення зростання експорту. Підвищення доходів населення привело до збільшення особистого споживання, що стало важливим каталізатором тривалого економічного підйому. У абсолютних показниках ВВП в поточних цінах становив в 1970 р. −172 млрд крон, в 1980 — 525 млрд, в 1985 р. — 861, в 1989 р. — 1221 млрд крон.
В цілому в 80-х роках Швеція мала приріст ВВП трохи вище середнього по Західній Європі. Сприятлива світова кон'юнктура позитивно позначилася на шведській промисловості. Виробничі потужності використовувалися на 90 %, а в багатьох галузях цей показник був ще вищий. Це зажадало значного обсягу нових капіталовкладень. За 1983—1989 рр. обсяг промислових інвестицій зріс більш ніж на 60 %. Брак кваліфікованої робочої сили і велика кількість невиходів на роботу — основні причини, стримуючі розширення промислового виробництва. Попри це, обсяг виробництва швидко збільшувався. Надходження і обсяг замовлень, прибутковість після 1982 року знаходилися на достатньо високому рівні. Високий інвестиційний рівень спостерігався і у сфері послуг, яка в меншій мірі залежить від кон'юнктури. Він виражався головним чином в раціоналізації виробництва і насиченні його електронно-обчислювальною технікою.
Провідною тенденцією економічного розвитку Швеції в 80-і роки став перехід від традиційної залежності від залізняку і чорної металургії до передової технології у виробництві транспорту, електротоварів, засобів зв'язку, хімічних і фармацевтичних виробів.
У другій половині 1980-х років Швеція відчувала великий дисбаланс на макроекономічному рівні, що призвів до стрімкого підвищення цін і видатків, а також до росту дефіциту державного бюджету.
На початку 1990-х років Швеція зазнала найбільшого з 1930-х років економічного спаду. Завдяки широкій програмі заходів загальнобюджетний дефіцит було скорочено більше ніж на 10 % ВВП 1994 року, і вже в 1998 році отримали надлишок у розмірі 2,5 % ВВП. Такого якісного стрибка не знає жодна з країн ОЕСР.
Зміцнення бюджету супроводжувалося значним поліпшенням макроекономічних показників. В останні роки зменшилися відсоткові ставки на довгострокові позики. Різниця у відсоткових ставках порівняно з іншими європейськими країнами скоротилася до 0,4 відсотка. Темпи інфляції як і раніше низькі і сталі, а продуктивність праці і виробництва значно зросли після знецінення шведської крони у 1992 році.
Протягом 1990—1997 років продуктивність праці зросла на 60 % в наукомістких галузях промисловості і майже на 40 % у капіталомістких галузях. Завдяки успішній експортній діяльності ринкова участь Швеції збільшилась від 1992 року більше ніж на 20 %.

## Економіка Швеції на межі ХХ-XXI ст

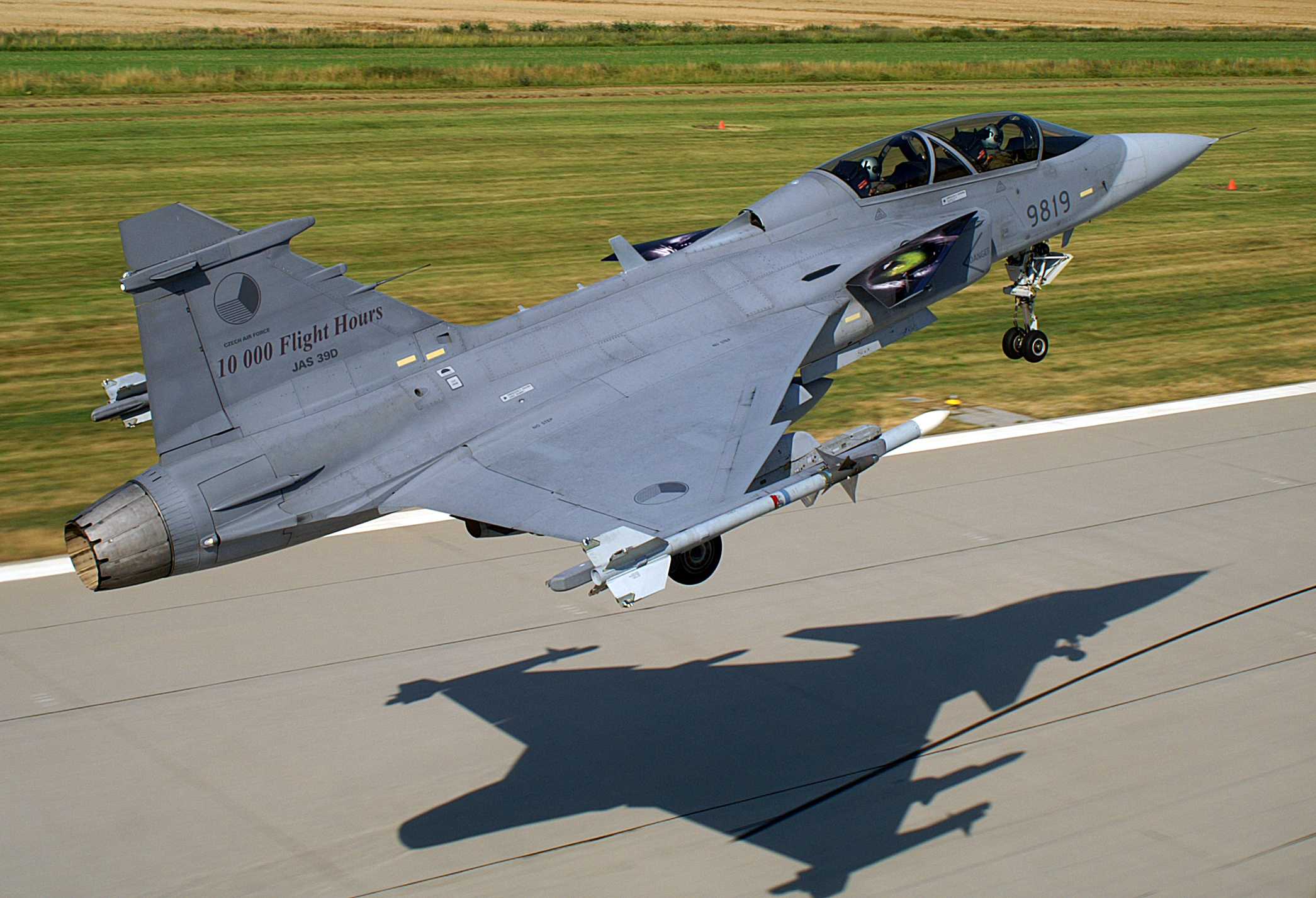
Saab JAS 39 Gripen

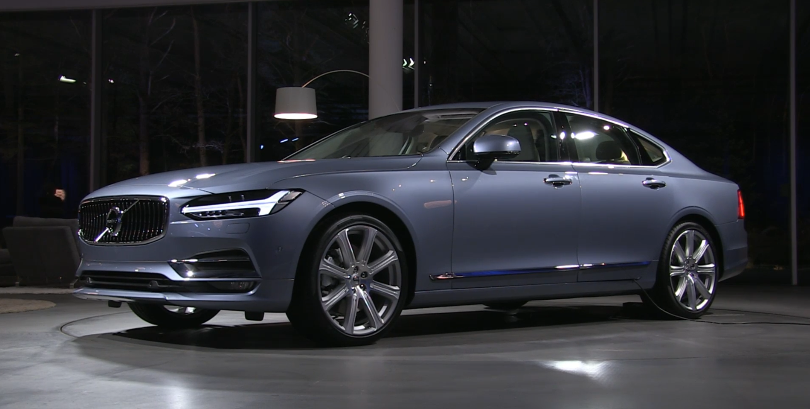
Volvo S90

Незважаючи на свою помірну частку у ВВП (22 % у 1997 році), промислове виробництво і досі відіграє провідну роль у шведському експорті. 14 % відсотків у ньому становлять продукти лісової промисловості, 10 % — продукти хімічної промисловості, з яких 4 % припадає на фармацевтичні препарати і 55 % — на металоконструкції, вироби машинобудування і обладнання. 20 найбільших промислових груп, до яких належать зокрема АСТРА, Електролюкс, Ерікссон, Фармація, Вольво та СКА, формують понад половину загального шведського експорту товарів.
Інтенсивність наукових досліджень і розробок у шведському промисловому секторі є однією з найвищих у світі. Близько 80 % видатків на наукові дослідження в шведській промисловості здійснюються 20 великими промисловими групами.
Традиційно велику частку шведського виробництва становили капіталомісткі галузі, такі як паперово-целюлозна промисловість і чорна металургія. На сьогоднішній день, однак, все більшої ваги набуває високотехнологічна продукція: телекомунікаційне обладнання, спеціальні прилади, автомобілі, фармацевтичні препарати.
Наприкінці 1980-х — на початку 1990-х років у Швеції був зафіксований значний витік прямих інвестицій. 80 % прямих іноземних інвестицій (ПІІ) надійшли зі Швеції протягом 1986—90 років до країн ЄС, оскільки шведські компанії закріплювалися на внутрішньому ринку Європейського Союзу. Протягом 1990-х років притік ПІІ до Швеції зріс, і баланс став позитивним.
Нині Швеція є одним із світових лідерів у галузі інформаційних технологій (ІТ). Зокрема, стрімке зростання компаній у таких секторах як Інтернет та ІТ привернув світову увагу. Країна є одним з лідерів на ринку мобільного зв'язку та бездротових інтернетних прикладних програм. Завдяки цьому Швеція стала важливим випробувальним ринком для компаній, які працюють з ІТ. Дуже часто можна почути і прочитати про Стокгольм як про інтернет-столицю Європи. Крім того, багато з найбільш розвинутих компаній, що займаються ІТ та мобільним зв'язком, таких як Microsoft, Nokia, Intel, та IBM, сьогодні переносять свої дослідження і розробки на територію країни.
Шведське «ІТ-диво» стало можливим завдяки високопрофесійному рівневі працівників і сталим традиціям інновацій у сфері комп'ютерів та зв'язку. Ще одним додатковим фактором, якого часто не помічають, є те, що ІТ вже давно широко використовуються і в приватному, і в державному секторах, а також школах, коледжах, університетах і вдома.
Сьогодні кожна друга сім'я у Швеції має найновішу модель персонального комп'ютера з доступом в Інтернет. Кількість домашніх користувачів Інтернету швидко зростає. Ще у 1998 році 72 % працюючого населення використовували комп'ютер на роботі. У період з 1995 по 1999 рік кількість користувачів мобільного зв'язку збільшилася з 1,5 до 4,6 млн. В результаті Швеція обігнала Сполучені Штати у глобальному індексі використання ІТ, який був складений американською аналітичною компанією IDC, і зараз вона є найрозвинутішою країною у сфері ІТ.
Дотримуючись політики неучасті у війнах і нейтралітеті впродовж всього XX століття, Швеція добилася високого рівня життя населення в умовах капіталістичної системи господарства, заснованої на застосуванні високих технологій, і всеосяжного соціального забезпечення. Країна володіє сучасною інфраструктурою, чудовими внутрішніми і зовнішніми комунікаціями і висококваліфікованою робочою силою. Головними ресурсами економіки є ліс, гідроенергія і залізняк. Економіка орієнтована переважно на зовнішню торгівлю.
Прагнення уряду до строгої фінансової дисципліни привело до профіциту бюджету в 2001 р., в 2002 р. він скоротився удвічі унаслідок глобального економічного спаду, зменшення доходів і збільшення витрат.
Центральний банк Швеції (riksbank) прагне до підтримки стабільного курсу валюти і утримання інфляції на рівні 2 %.
Зростання ВВП в 2005 склав 2,7 % (у 2004 — 3,7 %). Починаючи з 2001 р. в країні росте безробіття, яке в березні 2005 склало, за офіційними даними, 5,5 %.
Зв'язок і транспорт є найважливішими складовими загальної інфраструктури країни.
Таким чином, сьогодні Швеція належить до високорозвинутих індустріальних капіталістичних країн. Як вже було сказано, країна володіє значними (на загальноєвропейському рівні) запасами природних ресурсів: деревини, залізняку, гідроенергії. Аж до середини XX століття, галузі, пов'язані з переробкою лісу і залізняку, становили основу промислового виробництва і експорту. У сучасній економіці ліс, залізняк і напівфабрикати, що виробляються з них, грають вже другорядну роль, поступившись провідним місцем машинобудуванню, електротехніці і електроніці. Проте Швеція як і раніше залишається одним їх найбільших у світі виробників і експортерів залізняку, якісної сталі, пиломатеріалів і целюлозно-паперової продукції. Одна з найважливіших особливостей економіки Швеції — її «яскраво виражена експортна спрямованість»: на зовнішньому ринку реалізується близько 25 % валового національного продукту і більше 30 % промислових товарів. Країна сильно залежить від імпорту, за рахунок якого покривається до 25 % потреб Швеції в товарах і послугах. Це може бути пояснено процесами інтеграції, що відбуваються в Європі.
Економіці країни властивий високий ступінь концентрації виробництва і капіталу. У провідних галузях промисловості, судноплавстві, банківській справі переважають великі концерни, такі як «SKF», «IKEA», «Еріксон», «Електролюкс», «Сканія», «Вольво», «Preem». Ці і багато інших фірм знаходяться в тісному зв'язку з великими банками. Монополізація економіки дуже висока в Швеції. Особливістю є і зосередження великих капіталів в руках окремих сімейств. Наприклад, сімейство Валленбергів контролює компанії, біржова вартість акцій яких перевищує 1/3 акціонерного капіталу всіх зареєстрованих на біржі фірм.
Економічна система, що існує в Швеції, зазвичай характеризується як «змішана економіка, що сполучає основні форми власності: приватну, державну, кооперативну». Близько 85 % всіх шведських компаній з числом зайнятих понад 50 чоловік належать приватному капіталу. Решта частини припадає на державу і кооперативи. Державний сектор розширюється, а частка кооперативного майже не міняється з 1965 року.
Шведський державний сектор найрозвиненіший у сфері послуг. У соціальних послугах, складових половину сфери послуг, частка держави — 92 %, зокрема в охороні здоров'я — 91,9 %, в освіті — 88,7 %, в соціальному страхуванні — 98,2 % (за даними 1982 року). В цілому ж за статистикою на державу припадає 49 % зайнятих в секторі послуг, а з урахуванням державних компаній — 56 %.

## Природні ресурси
Основні природні багатства: ліс (за запасами деревини посідає перше місце в Західній Європі), залізна руда, гідроенергія (друге місце в Західній Європі). Має запаси уранової сировини, достатні для забезпечення ядерної енергетики.
Швеція багата на хвойні ліси, гідроенергію, залізну й уранову руди та інші мінерали, однак не має значних покладів вугілля і нафти. Залізорудні копальні розташовані на крайній півночі. Продукція їх видобутку переважно експортується.
Шведські хвойні та змішані ліси забезпечують сировиною високорозвинуті галузі деревообробної промисловості — лісопильну, целюлозно-паперову та меблеву. Швеція є значним експортером продуктів деревообробної промисловості на світовий ринок. У 1997 році обсяг експорту в цій галузі становив 91 млрд шведських крон.
Дешева гідроенергія була визначальним фактором промислового розвитку Швеції. Нині майже 15 % енергії країна одержує від гідроелектростанцій, більшість з яких збудовані на великих північних річках. Понад 40 % споживаної енергії в Швеції припадає на імпортовану нафту, 7 % — на імпортовані вугілля і кокс. Дванадцять шведських атомних реакторів забезпечують 15 % сукупної енергії, або майже 50 % електроенергії. Решту енергії дають біопаливо, торф, спалювані відходи тощо.
Здійснюється масштабна політична програма з енергозабезпечення, спрямована на розвиток екологічно безпечної та економічно ощадної системи. Ця програма має полегшити зміни попиту і пропозиції на ринку електроенергії в середньостроковій і довгостроковій перспективах, на шляху до реструктуризації енергосистеми. Попереднє рішення про виведення з ладу всіх атомних реакторів у Швеції до 2010 року було скасовано, а закриття першого реактора в Барсебеку було відкладено до закінчення його робочого періоду.

## Азартні ігри
Азартні ігри в Швеції є законними, більшість цього ринку контролюється державною монополією, компанією Svenska Spel, що видає ліцензії та слідкує за дотриманням законодавства. Великою популярністю в Швеції є спортивні ставки, зокрема, на кінні перегони.
У Швеції діють 4 наземні казино, всі вони називаються Casino Cosmopol. Вони розташовані в Сундсвалі, Стокгольмі, Гетеборзі та Мальме. Це великі казино, мінімальний вік для їх відвідування складає 20 років. Наглядом за даною сферою бізнесу займається Шведська ігрова інспекція.